# تپه قلعه (قلا)
تپه قلعه (قلا) مربوط به سده‌های اولیه دوران‌های تاریخی پس از اسلام است و در شهرستان بیجار، بخش مرکز ی، دهستان سیلتان، روستای خوشه گل، ۱ کیلومتری غرب روستا، کنار راه خاکی بیجار واقع شده و این اثر در تاریخ ۲۷ بهمن ۱۳۸۷ با شمارهٔ ثبت ۲۴۷۴۳ به‌عنوان یکی از آثار ملی ایران به ثبت رسیده است.